# سفارة سوريا في واشنطن
سفارة سوريا في واشنطن (بالإنجليزية: Embassy of the Syrian Arab Republic in Washington, D.C)‏ هي البعثة الدبلوماسية للجمهورية العربية السورية إلى الولايات المتحدة. آخر سفير سوري كان عماد مصطفى ولم يتم تعيين قائم بالأعمال.
تم طلب تعليق عمليات السفارة في 18 آذار / مارس 2014 من قبل المبعوث الخاص للولايات المتحدة إلى سوريا دانيل روبنستين الذي صرح حينها «قررنا بانه من غير المقبول أن يقوم أفراد عينهم النظام بأداء مهام دبلوماسية أو قنصلية في الولايات المتحدة»
تلى ذلك اعتراف الولايات المتحدة بالبعثة الدبلوماسية المعينة من قبل الائتلاف الوطني لقوى الثورة والمعارضة السورية في 5 أيار / مايو 2014.

## المرجع
1. ↑  "U.S. halts Syrian embassy, consulate operations, orders diplomats out" [الولايات المتحدة تغلق السفارة السورية، والعمليات القنصلية، وتطرد الدبلوماسيين] (بالإنجليزية). رويترز. 18 آذار / مارس 2014. Archived from the original on 8 آذار / مارس 2017. Retrieved 8 آذار / مارس 2017. {{استشهاد بخبر}}: تحقق من التاريخ في: |تاريخ الوصول=, |تاريخ=, and |تاريخ أرشيف= (help)
2. ↑  "Syrian opposition will have foreign mission in US" [المعارضة السورية سوف تحصل على بعثة أجنبية في الولايات المتحدة] (بالإنجليزية). بي بي سي نيوز. Archived from the original on 29 أيلول / سبتمبر 2016. Retrieved 8 آذار / مارس 2017. {{استشهاد ويب}}: تحقق من التاريخ في: |تاريخ الوصول= and |تاريخ أرشيف= (help)